# Battenans-les-Mines
Battenans-les-Mines is een gemeente in het Franse departement Doubs (regio Bourgogne-Franche-Comté) en telt 58 inwoners (2009). De plaats maakt deel uit van het arrondissement Besançon.

## Geografie
De oppervlakte van Battenans-les-Mines bedraagt 2,8 km², de bevolkingsdichtheid is dus 20,7 inwoners per km².

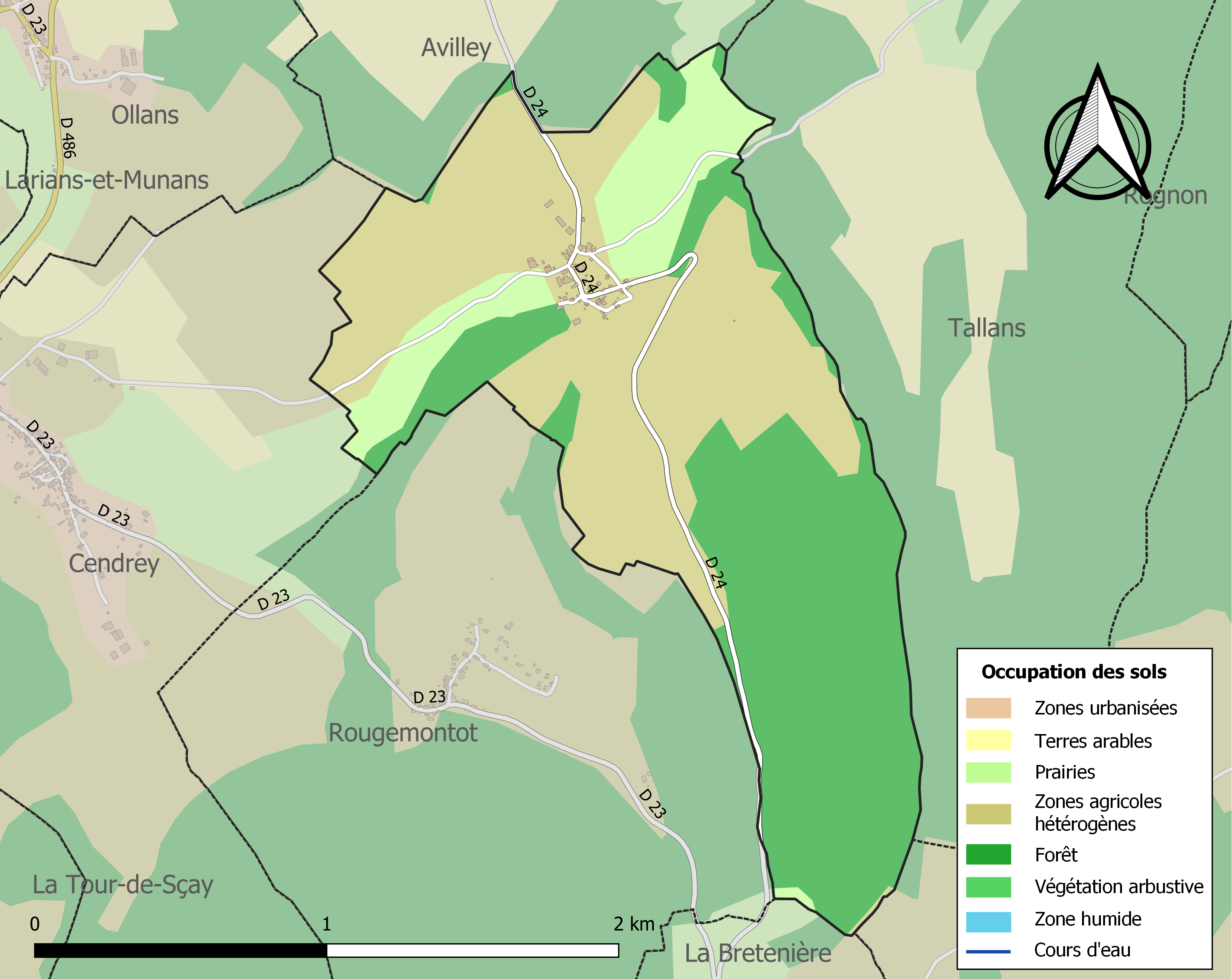
Kaart van de gemeente met de belangrijkste infrastructuur, bodemgebruik en omliggende gemeenten

## Demografie
Onderstaande figuur toont het verloop van het inwonertal (bron: INSEE-tellingen).